# Lake Murphy
Der Lake Murphy ist ein See im Südosten des australischen Bundesstaates Queensland. Er liegt rund 400 Kilometer nordwestlich von Brisbane und 245 Kilometer südwestlich von Gladstone. Unweit des Sees befindet sich die Murphy Range. Der Name des Sees geht auf den preußischen Entdecker Ludwig Leichhardt zurück.

## Namensgebung
Die Namensgebung Murphy erfolgte von Ludwig Leichhardt Ende 1844, als er auf seiner ersten Australienexpedition in dieses Gebiet eindrang. Er wählte hierfür den fünfzehnjährigen John Murphy aus, den jüngsten Teilnehmer an seiner ersten Australienexpedition in den Jahren 1844 bis 1845.

## Beschreibung
Der See befindet sich noch immer im selben Zustand wie zu seiner Entdeckung vor rund 170 Jahren, da er weder durch Menschenhand noch aufgrund von Naturereignissen großartig verändert wurde. Diese Naturbelassenheit macht ihn zu einem saisonalen Refugium für Wasservögel, weswegen der Lake Murphy Conservation Park eingerichtet wurde.
Lake Murphy ist ein perched lake, d. h., er ist durch eine Gesteinsschicht vom Grundwasser isoliert. Er führt nur Wasser, wenn der naheliegende Robinson Creek über die Ufer tritt (welcher über den Palm Tree Creek dem Dawson River zufließt). Innerhalb der letzten zwei Jahrhunderte fiel er fünfmal komplett trocken.
Der See kann über den Leichhardt Highway erreicht werden, der via Warrego oder Dawson Highway nach Brisbane bzw. Gladstone führt.